# Oni (videohra)
Oni je akční singleplayer 3D videohra hraná z pohledu třetí osoby. Byla vydaná v roce 2001 společností Bungie a vytvořená její divizí Bungie West. Kombinuje v sobě žánry „střílečky“ (shoot 'em up) a „mlátičky“ (beat ’em up), tedy bojovou hru, více se zaměřující na druhý ze žánrů. Hra je ve stylu anime a inspirovaná japonskými kyberpunkovými filmy jako Akira nebo Ghost in the Shell.
Mezinárodním distributorem byla společnost Gathering of Developers, v České republice pak Bohemia Interactive. Za verzí pro PlayStation 2 stála společnost Rockstar Games.

## Příběh
Příběh je zasazen do nedaleké budoucnosti, ve které Světová koaliční vláda (World Coalition Government) tají před lidmi skutečnosti o znečištění planety Země.
Hlavní postavou je Konoko, nová agentka protiteroristické jednotky a zároveň tajné policie TCTF (Technology Crimes Task Force) mířící na svoji první misi, při které jednotky TCTF čelí zločineckému syndikátu.

## Přijetí
Na Doupě.cz byla hře vytčena strohost (byť rozlehlost) prostředí, hudba a grafické provedení zaostávající za tituly vydané v podobné době. Za pozitivní prvky označil autor recenze hratelnost a výtvarnou originalitu. Obdržela zde hodnocení 5/10. Na Games.cz obdržela Oni hodnocení 8/10 a vyzdvihnuta byla propracovanost a provedení bojových „komb“. Na iDNES.cz se hra též dočkala kritiky za hudbu, ale pochvaly za zvukové efekty. I zde byla pozitivně vyhodnocena hratelnost a souboje a rovněž negativně vyhodnocena úroveň grafického enginu.
Konečné skóre činilo 76%. Na webu Databáze-her.cz obdržela hra 41 uživatelských hodnocení s výsledným hodnocením 74 %.(Aktuální k dubnu roku 2021.)